# Ich bin ein Star – Holt mich hier raus!/Staffel 14
Die 14. Staffel der deutschen Reality-Show Ich bin ein Star – Holt mich hier raus! startete am 10. Januar 2020 auf dem Privatsender RTL und wurde bis zum 25. Januar 2020 ausgestrahlt.
Moderatoren waren erneut Sonja Zietlow und Daniel Hartwich. Auch der Paramedic Bob McCarron alias „Dr. Bob“ war wieder anwesend. Thorsten Legat fungierte erneut als Sidekick.
Dschungelkönig und Gewinner des Preisgelds von 100.000 Euro wurde Prince Damien.

## Teilnehmer
Wie in den vier Jahren zuvor traten zwölf Kandidaten an.

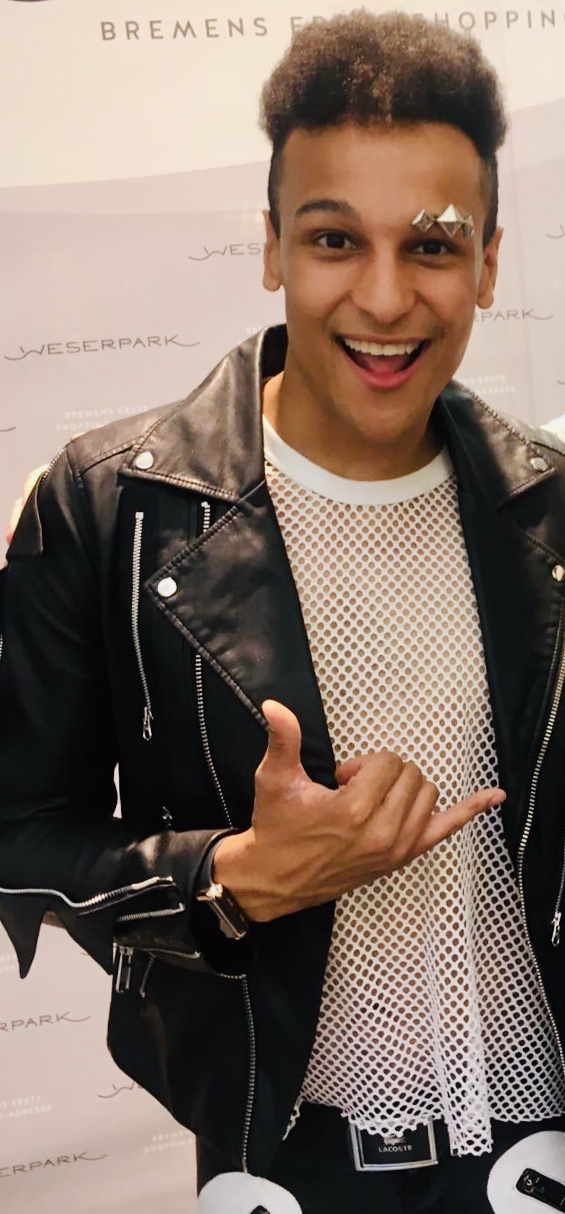
Prince Damien: Dschungelkönig der vierzehnten Staffel

| Platz | Teilnehmer         | Bekannt als | Auszug am  |
| ----- | ------------------ | --- | ---------- |
| 01    | Prince Damien      | Gewinner von Deutschland sucht den Superstar                                                                                            | 26. Januar |
| 02    | Sven Ottke         | Profiboxer und Weltmeister | 26. Januar |
| 03    | Daniela Büchner    | Reality-TV-Teilnehmerin (Goodbye Deutschland! Die Auswanderer, Das Sommerhaus der Stars – Kampf der Promipaare), Witwe von Jens Büchner | 26. Januar |
| 04    | Markus Reinecke    | Trödel- und Antiquitätenhändler bei Die Superhändler – 4 Räume, 1 Deal, Sachverständiger für Trödel                                     | 25. Januar |
| 05    | Raúl Richter       | Schauspieler, Synchronsprecher, Moderator                                                                                               | 25. Januar |
| 06    | Elena Miras        | Reality-TV-Teilnehmerin (Love Island, Das Sommerhaus der Stars – Kampf der Promipaare)                                                  | 24. Januar |
| 07    | Claudia Norberg    | Ex-Ehefrau von Michael Wendler | 23. Januar |
| 08    | Anastasiya Avilova | Playmate, Reality-TV-Teilnehmerin (Temptation Island – Versuchung im Paradies, Catch the Millionaire)                                   | 22. Januar |
| 019 1 | Sonja Kirchberger  | Schauspielerin, Synchronsprecherin | 21. Januar |
| 10    | Toni Trips         | Kandidatin bei Deutschland sucht den Superstar                                                                                          | 19. Januar |
| 11    | Marco Cerullo      | Reality-TV-Teilnehmer (Die Bachelorette, Bachelor in Paradise), Laiendarsteller bei Krass Schule – Die jungen Lehrer                    | 18. Januar |
| 212 2 | Günther Krause     | Parlamentarischer Staatssekretär beim Ministerpräsidenten der DDR, Bundesminister für besondere Aufgaben und Bundesminister für Verkehr | 11. Januar |

## Abstimmungsergebnisse
| Abstimmungsergebnisse der vierzehnten Staffel | Abstimmungsergebnisse der vierzehnten Staffel | Abstimmungsergebnisse der vierzehnten Staffel | Abstimmungsergebnisse der vierzehnten Staffel | Abstimmungsergebnisse der vierzehnten Staffel | Abstimmungsergebnisse der vierzehnten Staffel | Abstimmungsergebnisse der vierzehnten Staffel | Abstimmungsergebnisse der vierzehnten Staffel | Abstimmungsergebnisse der vierzehnten Staffel | Abstimmungsergebnisse der vierzehnten Staffel |
| Platz                                         | 17. Januar                                    | 18. Januar                                    | 19. + 20. Januar                              | 21. Januar                                    | 22. Januar                                    | 23. Januar                                    | 24. Januar                                    | 25. Januar Vorfinale                          | 25. Januar Finale                             |
| --------------------------------------------- | --------------------------------------------- | --------------------------------------------- | --------------------------------------------- | --------------------------------------------- | --------------------------------------------- | --------------------------------------------- | --------------------------------------------- | --------------------------------------------- | --------------------------------------------- |
| 01                                            | Büchner 21,67 %                               | Reinecke 25,50 %                              | Miras 14,96 %                                 | Damien 18,47 %                                | Ottke 18,77 %                                 | Damien 28,28 %                                | Damien 34,26 %                                | Damien 71,47 %                                | Damien 80,62 %                                |
| 02                                            | Miras 21,36 %                                 | Miras 17,43 %                                 | Büchner 14,21 %                               | Miras 17,52 %                                 | Damien 18,35 %                                | Ottke 16,59 %                                 | Büchner 20,12 %                               | Ottke 16,76 %                                 | Ottke 19,38 %                                 |
| 03                                            | Reinecke 11,21 %                              | Büchner 13,92 %                               | Damien 14,03 %                                | Büchner 16,07 %                               | Richter 16,21 %                               | Reinecke 16,20 %                              | Ottke 19,18 %                                 | Büchner 11,77 %                               |                                               |
| 04                                            | Ottke 9,23 %                                  | Damien 8,70 %                                 | Reinecke 13,56 %                              | Norberg 11,21 %                               | Büchner 13,21 %                               | Büchner 14,80 %                               | Reinecke 14,34 %                              |                                               |                                               |
| 05                                            | Kirchberger 7,96 %                            | Ottke 8,00 %                                  | Ottke 11,54 %                                 | Ottke 10,76 %                                 | Miras 11,52 %                                 | Richter 12,28 %                               | Richter 12,10 %                               |                                               |                                               |
| 06                                            | Damien 7,39 %                                 | Norberg 7,43 %                                | Norberg 8,82 %                                | Reinecke 10,66 %                              | Reinecke 11,25 %                              | Miras 11,85 %                                 |                                               |                                               |                                               |
| 07                                            | Norberg 7,18 %                                | Kirchberger 6,53 %                            | Avilova 8,15 %                                | Richter 10,64 %                               | Norberg 10,69 %                               |                                               |                                               |                                               |                                               |
| 08                                            | Trips 4,36 %                                  | Avilova 4,31 %                                | Richter 7,55 %                                | Avilova 4,67 %                                |                                               |                                               |                                               |                                               |                                               |
| 09                                            | Richter 3,29 %                                | Richter 4,22 %                                | Kirchberger 7,18 %                            |                                               |                                               |                                               |                                               |                                               |                                               |
| 10                                            | Avilova 3,26 %                                | Trips 3,96 %                                  |                                               |                                               |                                               |                                               |                                               |                                               |                                               |
| 11                                            | Cerullo 3,09 %                                |                                               |                                               |                                               |                                               |                                               |                                               |                                               |                                               |

| Abstimmungen „Wer muss zur nächsten Dschungelprüfung“ | Abstimmungen „Wer muss zur nächsten Dschungelprüfung“ | Abstimmungen „Wer muss zur nächsten Dschungelprüfung“ | Abstimmungen „Wer muss zur nächsten Dschungelprüfung“ |
| 10. Januar 2020 | 11. Januar 2020 | 12. Januar 2020 | 13. Januar 2020 |
| --- | --- | --- | --- |
| - Miras 40,64 % - Büchner 15,47 % - Avilova 10,08 % - Trips 7,30 % - Damien 6,26 % - Reinecke 5,98 % - Norberg 3,89 % - Richter 3,32 % - Cerullo 2,77 % - Kirchberger 2,27 % - Ottke 2,02 % | - Büchner 36,00 % - Miras 25,41 % - Damien 7,24 % - Avilova 7,05 % - Reinecke 6,13 % - Trips 5,29 % - Norberg 3,24 % - Ottke 2,76 % - Richter 2,43 % - Cerullo 2,26 % - Kirchberger 2,19 %  | - Miras 36,37 % - Büchner 25,13 % - Reinecke 6,72 % - Avilova 5,95 % - Damien 5,81 % - Norberg 4,31 % - Trips 4,08 % - Ottke 3,32 % - Cerullo 2,91 % - Richter 2,78 % - Kirchberger 2,62 %  | - Büchner 33,59 % - Miras 20,53 % - Reinecke 8,37 % - Damien 6,64 % - Cerullo 5,48 % - Avilova 5,21 % - Ottke 5,13 % - Trips 4,63 % - Norberg 4,27 % - Richter 3,26 % - Kirchberger 2,89 % |
| 14. Januar 2020 | 15. Januar 2020 | 16. Januar 2020 | |
| - Büchner 43,34 % - Miras 17,32 % - Reinecke 6,72 % - Damien 6,29 % - Ottke 4,67 % - Avilova 4,03 % - Richter 3,68 % - Trips 3,66 % - Cerullo 3,60 % - Kirchberger 3,41 % - Norberg 3,28 %  | - Büchner 46,41 % - Miras 12,08 % - Kirchberger 10,28 % - Reinecke 6,58 % - Damien 5,14 % - Cerullo 3,76 % - Avilova 3,61 % - Ottke 3,43 % - Richter 2,97 % - Trips 2,97 % - Norberg 2,77 % | - Büchner 43,04 % - Miras 14,80 % - Kirchberger 11,42 % - Reinecke 5,61 % - Trips 5,34 % - Avilova 4,48 % - Damien 3,94 % - Ottke 3,50 % - Cerullo 3,00 % - Richter 2,55 % - Norberg 2,32 % | |

## Dschungelprüfungen
In den Dschungelprüfungen müssen die Kandidaten Sterne erspielen, welche dann in Essensrationen umgewandelt werden. Laut Aussage der Moderatoren in der Auftaktsendung sei Krause „für alle 20 Dschungelprüfungen“ gesperrt. Er kam als einziger Teilnehmer ohne vorherige Dschungelprüfung ins Camp.
Die seit Jahren abnehmenden erspielten Essensrationen erreichten mit 37,27 % einen neuen Tiefstwert (bislang 47,2 % in Staffel 13, Höchstwert 74,12 % in Staffel 4).
| Dschungelprüfungen der 14. Staffel                                                                  | Dschungelprüfungen der 14. Staffel | Dschungelprüfungen der 14. Staffel                        | Dschungelprüfungen der 14. Staffel |
| Datum                                                                                               | Kandidat(en) | Prüfung                                                   | Erspielte Rationen (Sterne) |
| --------------------------------------------------------------------------------------------------- | --- | --------------------------------------------------------- | --- |
| 9. Jan. 2020                                                                                        | Elena Miras Sonja Kirchberger Prince Damien Daniela Büchner Raúl Richter Toni Trips                                                                               | „Wanne-Heikel“                                            | · (Prince Damien) |
| 9. Jan. 2020                                                                                        | Claudia Norberg Markus Reinecke Anastasiya Avilova Marco Cerullo Sven Ottke                                                                                       | „Brücke“                                                  | · (Reinecke, Avilova und Cerullo) |
| 10. Jan. 2020                                                                                       | Elena Miras Sonja Kirchberger Prince Damien Daniela Büchner 1 Raúl Richter Toni Trips Claudia Norberg Markus Reinecke Anastasiya Avilova Marco Cerullo Sven Ottke | „Dinner for Twelve – die gleiche Kotzedur wie jedes Jahr“ | · (Kirchberger, Prince Damien und Reinecke) |
| 11. Jan. 2020                                                                                       | Elena Miras Daniela Büchner | „Grauen Under“                                            | Sternsymbol · Sternsymbol · Sternsymbol · Sternsymbol · Sternsymbol · Sternsymbol · Sternsymbol · Sternsymbol · Sternsymbol · Sternsymbol · Sternsymbol |
| 12. Jan. 2020                                                                                       | Daniela Büchner | „Albtraumschiff“                                          | Sternsymbol · Sternsymbol · Sternsymbol · Sternsymbol · Sternsymbol · Sternsymbol · Sternsymbol · Sternsymbol · Sternsymbol · Sternsymbol · Sternsymbol |
| 13. Jan. 2020                                                                                       | Elena Miras Daniela Büchner | „Heißer Stuhl“                                            | Sternsymbol · Sternsymbol · Sternsymbol · Sternsymbol · Sternsymbol · Sternsymbol · Sternsymbol · Sternsymbol · Sternsymbol · Sternsymbol · Sternsymbol |
| 14. Jan. 2020                                                                                       | Daniela Büchner | „Ge-Fahrstuhl“                                            | (Prüfung abgebrochen) |
| 15. Jan. 2020                                                                                       | Elena Miras Daniela Büchner | „Verlies Navidad“                                         | Sternsymbol · Sternsymbol · Sternsymbol · Sternsymbol · Sternsymbol · Sternsymbol · Sternsymbol · Sternsymbol · Sternsymbol · Sternsymbol · Sternsymbol |
| 16. Jan. 2020                                                                                       | Elena Miras Daniela Büchner | „Kaffee und Fluchen“                                      | Sternsymbol · Sternsymbol · Sternsymbol · Sternsymbol · Sternsymbol · Sternsymbol · Sternsymbol · Sternsymbol · Sternsymbol · Sternsymbol · Sternsymbol |
| 17. Jan. 2020                                                                                       | Elena Miras Daniela Büchner | „Das große Genöle“                                        | Sternsymbol · Sternsymbol · Sternsymbol · Sternsymbol · Sternsymbol · Sternsymbol · Sternsymbol · Sternsymbol · Sternsymbol · Sternsymbol · Sternsymbol |
| 18. Jan. 2020                                                                                       | Markus Reinecke | „Ge-Fahrstuhl“ 2                                          | Sternsymbol · Sternsymbol · Sternsymbol · Sternsymbol · Sternsymbol · Sternsymbol · Sternsymbol · Sternsymbol · Sternsymbol · Sternsymbol               |
| 19. Jan. 2020                                                                                       | Sonja Kirchberger Prince Damien | „Hör mal, wie behämmert“                                  | Sternsymbol · Sternsymbol · Sternsymbol · Sternsymbol · Sternsymbol · Sternsymbol · Sternsymbol · Sternsymbol · Sternsymbol                             |
| 20. Jan. 2020                                                                                       | Raúl Richter Anastasiya Avilova Sven Ottke Markus Reinecke | „Sternefabrik“                                            | Sternsymbol · Sternsymbol · Sternsymbol · Sternsymbol · Sternsymbol · Sternsymbol · Sternsymbol · Sternsymbol · Sternsymbol                             |
| 21. Jan. 2020                                                                                       | Claudia Norberg Prince Damien | „Würgstoff-Center“                                        | · (Norberg , Prince Damien ) |
| 22. Jan. 2020                                                                                       | Raúl Richter Sven Ottke Markus Reinecke | „Höhenfluch“                                              | Sternsymbol · Sternsymbol · Sternsymbol · Sternsymbol · Sternsymbol · Sternsymbol · Sternsymbol                                                         |
| 23. Jan. 2020                                                                                       | Daniela Büchner Prince Damien | „Jungle Unchained“                                        | Sternsymbol · Sternsymbol · Sternsymbol · Sternsymbol · Sternsymbol · Sternsymbol                                                                       |
| 24. Jan. 2020                                                                                       | Daniela Büchner Markus Reinecke Raúl Richter Prince Damien Sven Ottke                                                                                             | „Creek der Sterne“                                        | Sternsymbol · Sternsymbol · Sternsymbol · Sternsymbol · Sternsymbol                                                                                     |
| 25. Jan. 2020                                                                                       | Daniela Büchner | „Alles kann, nichts muss“ (Vorspeise)                     | Sternsymbol · Sternsymbol · Sternsymbol · Sternsymbol · Sternsymbol                                                                                     |
| 25. Jan. 2020                                                                                       | Sven Ottke | „Ohne Fleiß kein Preis“ (Hauptspeise)                     | Sternsymbol · Sternsymbol · Sternsymbol · Sternsymbol · Sternsymbol                                                                                     |
| 25. Jan. 2020                                                                                       | Prince Damien | „Übung macht den Meister“ (Nachspeise)                    | Sternsymbol · Sternsymbol · Sternsymbol · Sternsymbol · Sternsymbol                                                                                     |
| Von 169 möglichen Sternen konnten 63 in Essensrationen umgewandelt werden, dies entspricht 37,27 %. | |                                                           | |

## Schatzsuche
Die Kandidaten gehen meist zu zweit auf Schatzsuche und lösen eine Aufgabe. Bei Erfolg bringen sie meistens eine Schatztruhe ins Camp. Dort wird die Truhe geöffnet, in welcher sich eine Quizfrage mit zwei Antwortmöglichkeiten befindet. Beantworten die Kandidaten die Aufgabe richtig, gibt es einen Gewinn wie beispielsweise Süßigkeiten oder Gewürze; antworten sie falsch, gibt es einen nutzlosen Trostpreis wie beispielsweise einen Gartenzwerg. Seltener gibt es nach dem Lösen der Aufgabe einen Sofortgewinn.
| Schatzsuche der 14. Staffel | Schatzsuche der 14. Staffel                       | Schatzsuche der 14. Staffel | Schatzsuche der 14. Staffel | Schatzsuche der 14. Staffel |
| Datum                       | Kandidaten                                        | Aufgabe                     | Frage und Antwortmöglichkeiten | Gewinn/Trostpreis           |
| --------------------------- | ------------------------------------------------- | --------------------------- | --- | --------------------------- |
| 13. Jan. 2020               | Claudia Norberg Marco Cerullo                     | „Vier Fäuste“               | Was ist laut einer Studie für Männer in Deutschland der Trennungsgrund Nr. 1? A: Zu selten Sex B: Das Gefühl, nicht genug geliebt zu werden | Pfefferminztee              |
| 14. Jan. 2020               | Anastasiya Avilova Raúl Richter                   | „Rundum Fragen“             | Wer hat mehr Follower auf Instagram? A: Donald Trump B: Toni Kroos                                                                          | Zitrone                     |
| 20. Jan. 2020               | Daniela Büchner Markus Reinecke Sonja Kirchberger | „Affenstark“                | Abbruch wegen Unwetter | –                           |
| 21. Jan. 2020               | Daniela Büchner Markus Reinecke Elena Miras       | „Affenstark“                | Wohin fliegt man von Frankfurt am Main länger hin? A: München B: Melbourne                                                                  | Ovomaltine Crunchy Cream    |

## Einschaltquoten
Die höchste Zuschauerzahl dieser Staffel (6,22 Mio.) wurde in der Finalfolge erreicht; die niedrigste (4,43 Mio.) in Folge 4 (13. Staffel: 6,35 Mio. (Finale); 4,43 Mio. (Folge 3)).
| Quoten der 14. Staffel                                 | Quoten der 14. Staffel | Quoten der 14. Staffel | Quoten der 14. Staffel  | Quoten der 14. Staffel    | Quoten der 14. Staffel  | Quoten der 14. Staffel           | Quoten der 14. Staffel         | Quoten der 14. Staffel |
| Folge                                                  | Dauer                  | Dauer                  | Erstausstrahlung (2020) | Zuschauerzahl ab 3 Jahren | Marktanteil ab 3 Jahren | Zuschauerzahl 14- bis 49-Jährige | Marktanteil 14- bis 49-Jährige | Quelle                 |
| Folge                                                  | (mit Werbung)          | (ohne Werbung)         | Erstausstrahlung (2020) | Zuschauerzahl ab 3 Jahren | Marktanteil ab 3 Jahren | Zuschauerzahl 14- bis 49-Jährige | Marktanteil 14- bis 49-Jährige | Quelle                 |
| ------------------------------------------------------ | ---------------------- | ---------------------- | ----------------------- | ------------------------- | ----------------------- | -------------------------------- | ------------------------------ | ---------------------- |
| Folgen mit Abstimmung „Wer muss zur Dschungelprüfung?“ |                        |                        |                         |                           |                         |                                  |                                |                        |
| Folge 1                                                | 190 Min.               | 158 Min.               | Fr, 10. Januar          | 6,01 Mio.                 | 24,3 %                  | 3,12 Mio.                        | 40,3 %                         | [ Quoten 1 ]           |
| Folge 2                                                | 109 Min.               | 086 Min.               | Sa, 11. Januar          | 5,34 Mio.                 | 22,2 %                  | 2,85 Mio.                        | 36,3 %                         | [ Quoten 2 ]           |
| Folge 3                                                | 082 Min.               | 067 Min.               | So, 12. Januar          | 4,54 Mio.                 | 20,1 %                  | 2,23 Mio.                        | 30,7 %                         | [ Quoten 3 ]           |
| Folge 4                                                | 111 Min.               | 090 Min.               | Mo, 13. Januar          | 4,43 Mio.                 | 24,7 %                  | 2,07 Mio.                        | 38,2 %                         | [ Quoten 4 ]           |
| Folge 5                                                | 111 Min.               | 089 Min.               | Di, 14. Januar          | 4,55 Mio.                 | 24,5 %                  | 2,17 Mio.                        | 37,9 %                         | [ Quoten 5 ]           |
| Folge 6                                                | 069 Min.               | 053 Min.               | Mi, 15. Januar          | 5,05 Mio.                 | 24,0 %                  | 2,53 Mio.                        | 39,8 %                         | [ Quoten 6 ]           |
| Folge 7                                                | 098 Min.               | 082 Min.               | Do, 16. Januar          | 4,60 Mio.                 | 23,8 %                  | 2,26 Mio.                        | 38,9 %                         | [ Quoten 7 ]           |
| Folgen mit Abstimmung „Wer soll im Camp bleiben?“      |                        |                        |                         |                           |                         |                                  |                                |                        |
| Folge 8                                                | 112 Min.               | 088 Min.               | Fr, 17. Januar          | 5,45 Mio.                 | 25,1 %                  | 2,59 Mio.                        | 37,4 %                         | [ Quoten 8 ]           |
| Folge 9                                                | 091 Min.               | 075 Min.               | Sa, 18. Januar          | 5,96 Mio.                 | 24,4 %                  | 2,76 Mio.                        | 35,8 %                         | [ Quoten 9 ]           |
| Folge 10                                               | 087 Min.               | 071 Min.               | So, 19. Januar          | 5,02 Mio.                 | 23,6 %                  | 2,37 Mio.                        | 34,3 %                         | [ Quoten 10 ]          |
| Folge 11                                               | 112 Min.               | 088 Min.               | Mo, 20. Januar          | 4,58 Mio.                 | 24,7 %                  | 2,00 Mio.                        | 36,0 %                         | [ Quoten 11 ]          |
| Folge 12                                               | 111 Min.               | 088 Min.               | Di, 21. Januar          | 4,84 Mio.                 | 26,4 %                  | 2,22 Mio.                        | 39,5 %                         | [ Quoten 12 ]          |
| Folge 13                                               | 070 Min.               | 054 Min.               | Mi, 22. Januar          | 4,72 Mio.                 | 22,6 %                  | 2,17 Mio.                        | 34,4 %                         | [ Quoten 13 ]          |
| Folge 14                                               | 092 Min.               | 076 Min.               | Do, 23. Januar          | 4,79 Mio.                 | 24,8 %                  | 2,16 Mio.                        | 38,0 %                         | [ Quoten 14 ]          |
| Folge 15                                               | 078 Min.               | 061 Min.               | Fr, 24. Januar          | 5,69 Mio.                 | 23,8 %                  | 2,69 Mio.                        | 36,8 %                         | [ Quoten 15 ]          |
| Finale                                                 |                        |                        |                         |                           |                         |                                  |                                |                        |
| Folge 16                                               | 148 Min.               | 124 Min.               | Sa, 25. Januar          | 6,22 Mio.                 | 30,0 %                  | 3,04 Mio.                        | 44,0 %                         | [ Quoten 16 ]          |
| Das große Wiedersehen                                  |                        |                        |                         |                           |                         |                                  |                                |                        |
| –                                                      | 135 Min.               | 111 Min.               | So, 26. Januar          | 3,82 Mio.                 | 11,7 %                  | 1,89 Mio.                        | 18,7 %                         | [ Quoten 17 ]          |

## Zusätzliche Sendungen im TV und Web
- 1. bis 29. Januar 2020: Ich bin ein Star – Holt mich hier raus! – Der Podcast mit Bella Lesnik und Sebastian Tews (RTL+)
- 10. bis 25. Januar 2020: Die 1/4 Stunde davor mit Cornelius Strittmatter und Eric Schroth (IBES Social Media-Kanäle)
- 11. bis 26. Januar 2020: Dschungel to go mit Eric Schroth (IBES Social Media-Kanäle)
- 10. bis 26. Januar 2020: Ich bin ein Star – Die Stunde danach mit Angela Finger-Erben (RTLup, RTL)
- 12. Januar 2020: Dr. Bob's Australien mit Bob McCarron (RTL)
- 19. Januar 2020: Ich bin ein Star – Die große Dschungelparty mit Angela Finger-Erben (RTL)
- 24. Januar 2020: Inside Versace – Das Dschungel-Hotel (RTL+)
- 26. Januar 2020: Ich bin ein Star – Holt mich hier raus! – Das große Wiedersehen mit Sonja Zietlow und Daniel Hartwich (RTL)
- 9. Februar 2020: Ich bin ein Star – Holt mich hier raus! Das Nachspiel mit Sonja Zietlow und Daniel Hartwich (RTL)
- 9. Februar 2020: Ich bin ein Star – Das Phänomen (RTL)

## Trivia
- In dieser Staffel gab es keinen Verzehr von lebenden Tieren mehr.[3]
- Aufgrund der heftigen Buschbrände gab es bis zum 9. Tag nur ein gasbetriebenes Lagerfeuer.[4] Nach einem Starkregen, in dessen Folge die Teilnehmer für mehrere Stunden ins Dschungeltelefon evakuiert werden mussten, konnte das Lagerfeuer im Nachhinein freigegeben werden.[5]
- Noch während seiner „Krönung“ kündigte Prince Damien an, 20.000 Euro seines Preisgeldes für Australien spenden zu wollen.[6]

### Quoten
1. ↑  Daniel Sallhoff: 6 Millionen Dschungel-Zuschauer: «IbeS» startet etwas stärker als 2019. In: quotenmeter.de. 11. Januar 2020, abgerufen am 11. Januar 2020.
2. ↑  Niklas Spitz: Dschungelcamp auch an Tag zwei stärker als im Vorjahr. In: quotenmeter.de. 12. Januar 2020, abgerufen am 12. Januar 2020.
3. ↑  Manuel Weis: Klassisches Sonntags-Loch: «Ich bin ein Star» fällt unter die Fünf-Millionen-Marke. In: quotenmeter.de. 13. Januar 2020, abgerufen am 15. Januar 2020.
4. ↑  Manuel Weis: Sendezeit bis kurz nach Mitternacht: «Ich bin ein Star – Holt mich hier raus!» nimmt die 40-Prozent-Marke wieder ins Visier. In: quotenmeter.de. 14. Januar 2020, abgerufen am 14. Januar 2020.
5. ↑  Manuel Weis: Zuschauerverluste, aber: RTL-Dschungel bleibt weiter an der 40-Prozent-Marke dran. In: quotenmeter.de. 15. Januar 2020, abgerufen am 15. Januar 2020.
6. ↑  Sidney Schering: «Der Bachelor» bezirzt mehr Menschen als zum Staffelauftakt. In: quotenmeter.de. 16. Januar 2020, abgerufen am 16. Januar 2020.
7. ↑  Manuel Weis: RTL: Weiterhin starke Danni-Show im Dschungelcamp schiebt neues «Schwester, Schwester» an. In: quotenmeter.de. 17. Januar 2020, abgerufen am 17. Januar 2020.
8. ↑  Daniel Sallhoff: Dschungel gewinnt Fernduell mit Bundesliga und steigert sich. In: quotenmeter.de. 18. Januar 2020, abgerufen am 19. Januar 2020.
9. ↑  David Grzeschik: Dschungelcamp kratzt wieder an der Marke von sechs Millionen. In: quotenmeter.de. 19. Januar 2020, abgerufen am 19. Januar 2020.
10. ↑  Lukas Scharfenberg: Primetime-Check – Sonntag, 19. Januar 2020. In: quotenmeter.de. 20. Januar 2020, abgerufen am 20. Januar 2020.
11. ↑  Manuel Weis: Der Dschungel am Montag: «Ich bin ein Star – Holt mich hier raus!» gewinnt 150.000 Zuschauer gegenüber der Vorwoche. In: quotenmeter.de. 21. Januar 2020, abgerufen am 21. Januar 2020.
12. ↑  Lukas Scharfenberg: Primetime-Check Dienstag, 21. Januar 2020. In: quotenmeter.de. 22. Januar 2020, abgerufen am 22. Januar 2020.
13. ↑  Laura Friedrich: Primetime-Check Mittwoch, 22. Januar 2020. In: quotenmeter.de. 23. Januar 2020, abgerufen am 23. Januar 2020.
14. ↑  Manuel Weis: Primetime-Check Donnerstag, 23. Januar 2020. In: quotenmeter.de. 24. Januar 2020, abgerufen am 24. Januar 2020.
Einschaltquoten. In: quotenmeter.de. Archiviert vom Original (nicht mehr online verfügbar) am 26. Januar 2020; abgerufen am 26. Januar 2020.
15. ↑  Daniel Sallhoff: «Darf er das?» mit Bestwerten: Chris Tall profitiert von gestärktem Dschungel. In: quotenmeter.de. 25. Januar 2020, abgerufen am 25. Januar 2020.
16. ↑  David Grzeschik: Zum Finale: Dschungelcamp mit höchster Quote seit fast zwei Jahren. In: quotenmeter.de. 26. Januar 2020, abgerufen am 26. Januar 2020.
17. ↑  Jens Schröder: Batic und Leitmayr holen ihre beste “Tatort”-Zuschauerzahl seit 2016, RTL stark mit dem Dschungel-“Wiedersehen”. In: meedia.de. 27. Januar 2020, abgerufen am 1. Februar 2020.

Koordinaten: 28° 15′ 18″ S, 153° 21′ 3″ O